# Хам (Нідерланди)
Хам (нід. Chaam) — село в нідерландській провінції Північний Брабант, на кордоні із Бельгією. Входить до муніципалітету Алфен-Хам.
Його площа становить 29,87 км², а населення станом на 2021 рік складало 4 295 осіб.
Перша згадка про населений пункт датується 1236 роком.
До 1997 року мало статус окремого муніципалітету.

## Галерея

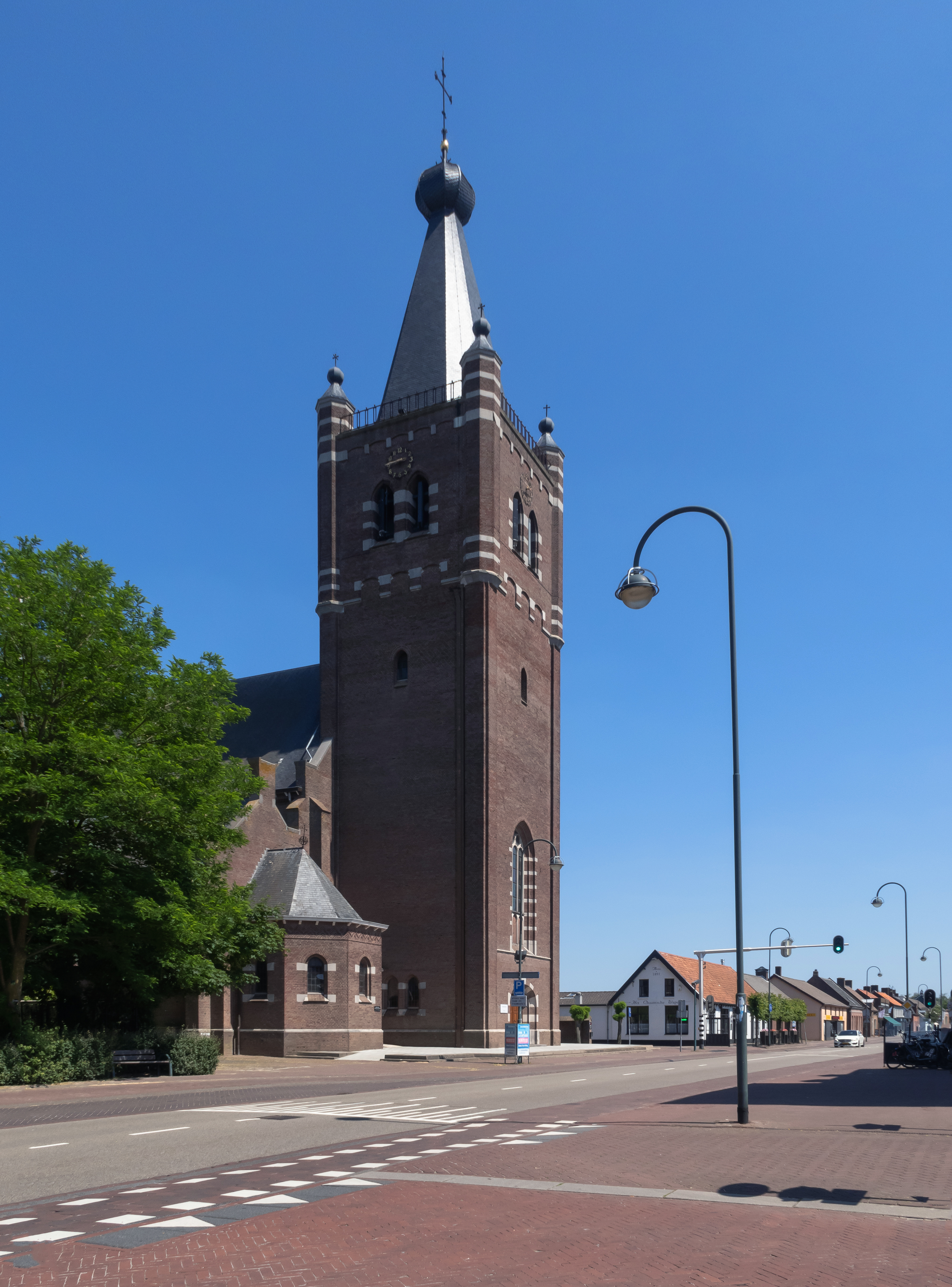
Католицька церква
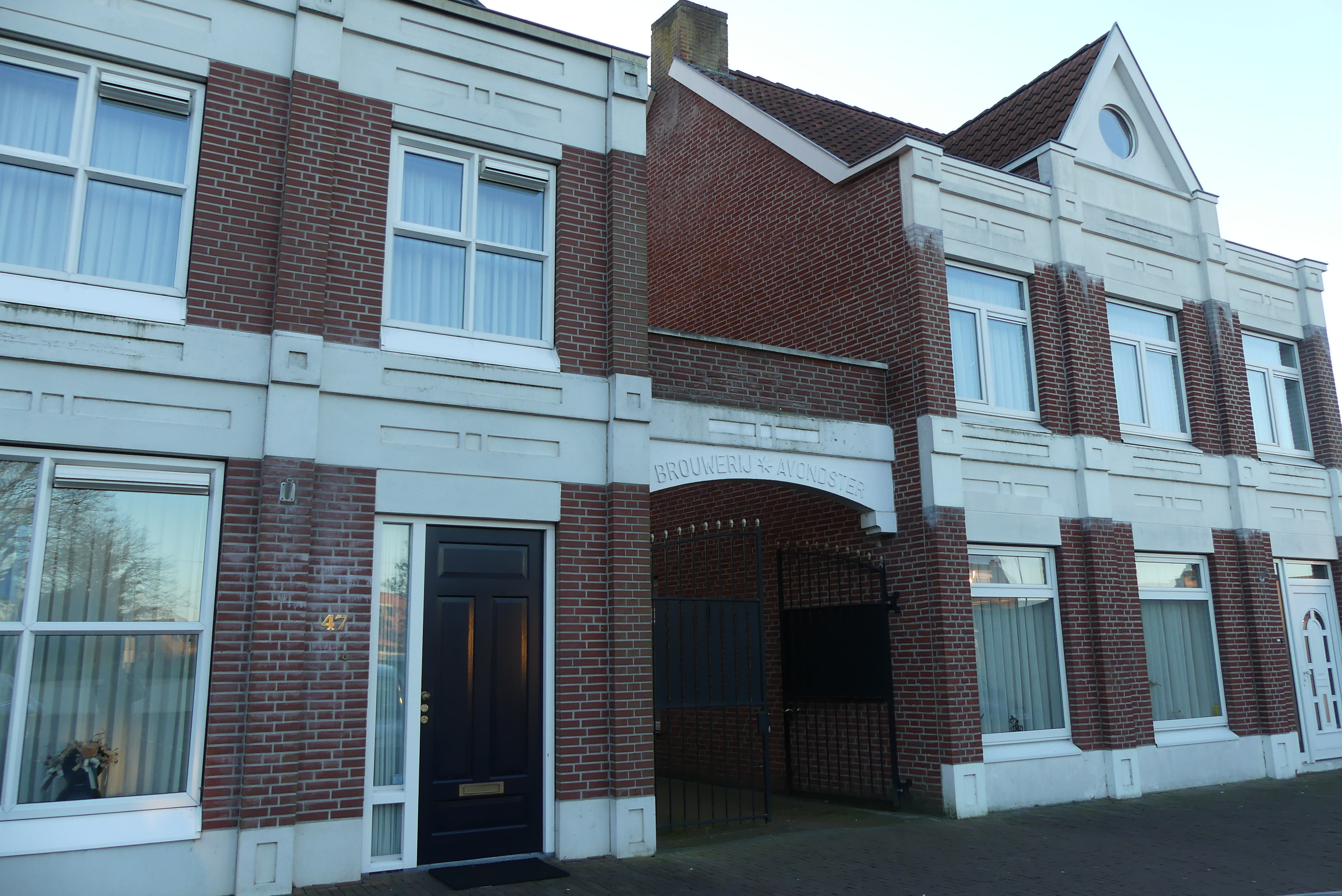
Броварня у селі
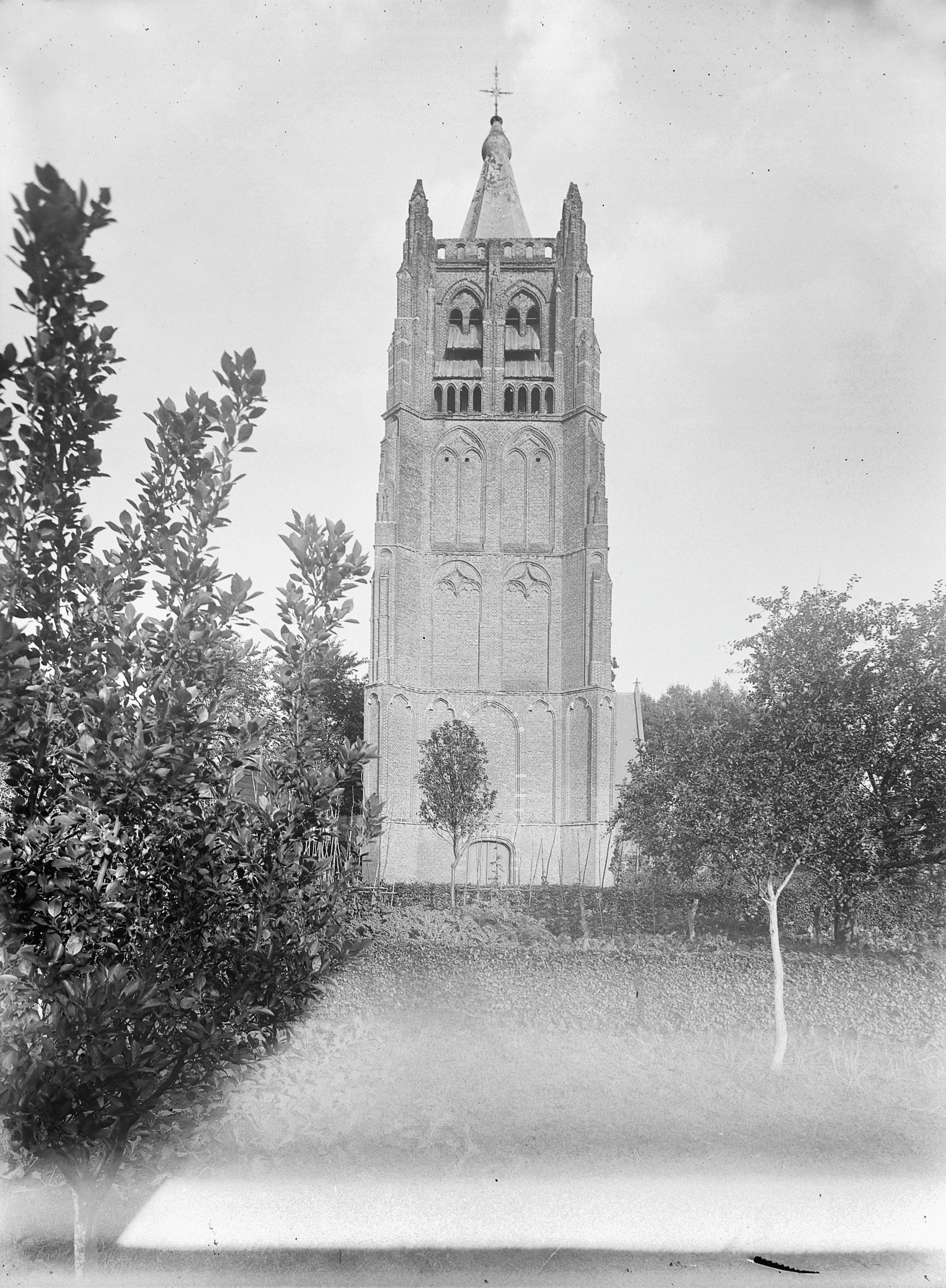
Реформистська церква (1907)
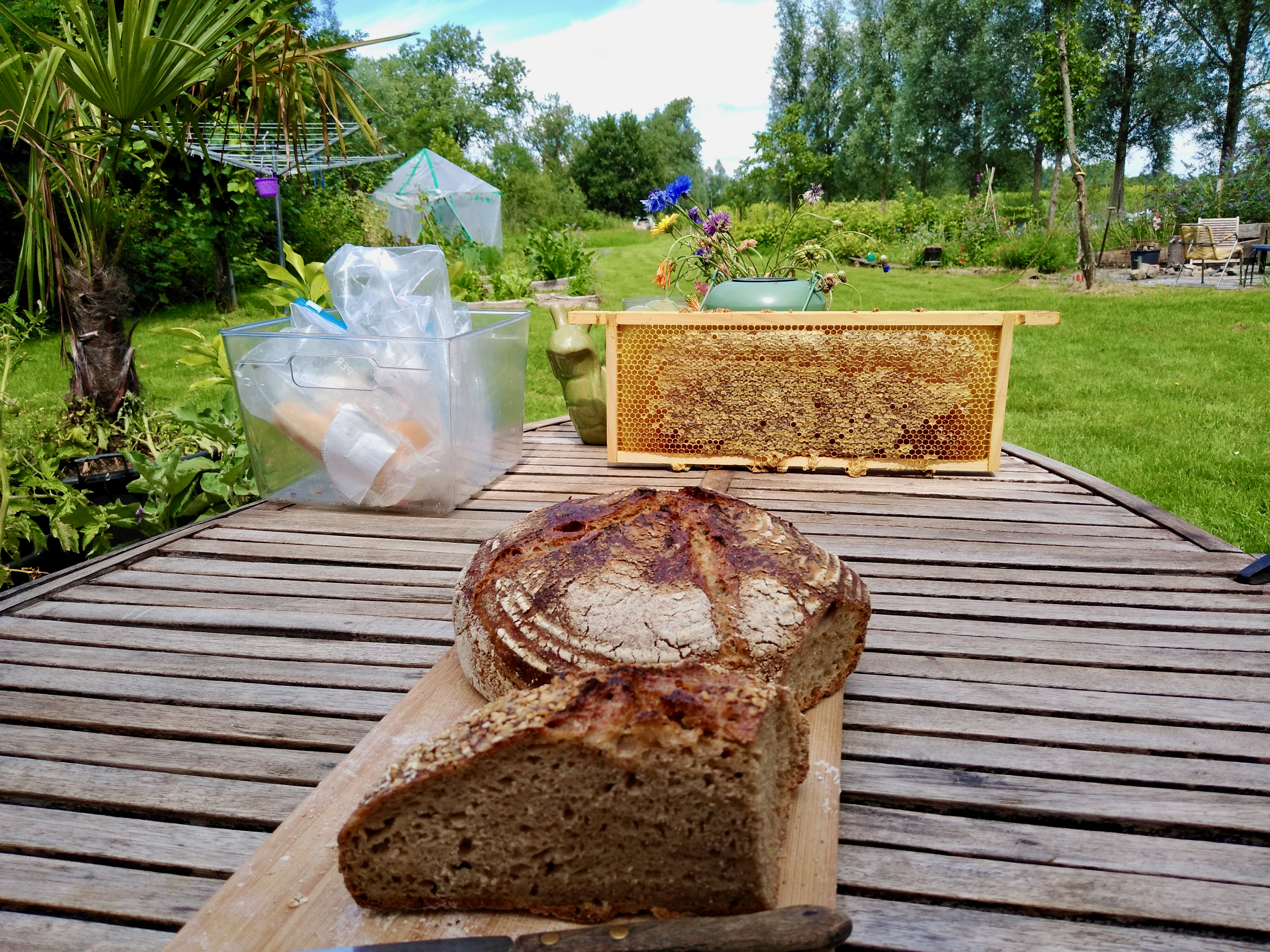
Виноградник у Хамі